# باشگاه فوتبال اینفیلد تاون
باشگاه فوتبال اینفیلد تاون (به انگلیسی: Enfield Town Football Club) یک باشگاه فوتبال در شهر انفیلد تاون، کشور انگلستان است که در سال ۲۰۰۱ میلادی تأسیس شده‌است.